# Dara Čalenić
Dara Čalenić, cirill: Дара Чаленић (Újvidék, 1934. július 18. – Belgrád, 2021. március 12.) szerb színésznő.

## Élete
Általános és középiskolai tanulmányait szülővárosában végezte. 1960-ban szerzett színművészeti diplomát. 1964-től, a belgrádi Kortárs Színház, 1964-től a Jugoszláv Dráma Színház tagja volt. 1974-től szabadúszó művész lett. Több mint 40 szerepet játszott a színpadon, köztük Puck, Hermia (Szentivánéji álom), Isabella (Szeget szeggel), Alison (Dühöngő ifjúság) és Petrunjela (Dundo Maroje). 1988-ban ment nyugdíjba. 2021. március 12-én Belgrádban hunyt el.

## Fontosabb filmjei
Mozifilmek
- Pop Ćira i pop Spira (1957)
- Sortűz az égbe (Rafal u nebo) (1958)
- Te noći (1958)
- Miniszterné asszony (Gospođa ministarka) (1958)
- Vetar je stao pred zoru (1959)
- Mačak pod šljemom (1962)
- Put oko sveta (1964)
- A kés (Nož) (1967)
- Mikor halott és fehér leszek (Kad budem mrtav i beo) (1967)
- Silom otac (1969)
- Szegény vagyok, de dühös (Siroma sam al’ sam besan) (1970)
- Vreme konja (1972)
- A strand téli őre (Čuvar plaže u zimskom periodu) (1976)
- Bolond évek (Lude godine) (1977)
- Srećna porodica (1979)
- Došlo doba da se ljubav proba (1980)
- Borivoje Šurdilović kalandos élete (Avanture Borivoja Šurdilovića) (1980)
- Ljubi, ljubi, al' glavu ne gubi (1981)
- ’68 szeszélyes nyara (Varljivo leto '68) (1984)
- Tajna manastirske rakije (1988)

Tv-filmek
- Micsoda nap (Kakav dan) (1979)

Tv-sorozatok
- Forró szél (Vruć vetar) (1980, egy epizódban)

## Díjai, elismerései
- Zlatna arena (Златна арена) – legjobb női mellékszereplő (1959)